# Ravensburg
Ravensburg (in alemanno Raveschburg) è una città tedesca di 51 482 abitanti situata nel land del Baden-Württemberg nel sud della Germania. Ha il titolo di grande città circondariale dal 1º aprile del 1956.
Capoluogo dell'omonimo circondario, si trova a 17 km in linea d'aria dal lago di Costanza ed è attraversata dal fiume Schussen, affluente del lago.
La città è nota a livello internazionale perché vi ha sede l'azienda Ravensburger che produce giochi educativi e puzzle.

## Storia
La prima menzione del centro abitato risale al 1088. La città fu fondata dai Guelfi, una dinastia franca proveniente dalla Svevia che divenne più tardi il Ducato di Baviera e Sassonia, la stessa dinastia che edificò la fortezza ora chiamata Veitsburg  sulla collina soprastante il nucleo abitato.
L'ultimo dei Welfen che risiedette a Ravensburg fu Guelfo I, marchese di Toscana e duca di Spoleto, alla morte del suo unico figlio destinò i possedimenti al nipote Federico Barbarossa, l'area di Ravenburg divenne quindi dominio degli Staufer.
Nel 1256 la città divenne città libera dell'Impero e ottenne il diritto di mercato e di battere moneta. Nei due secoli successivi, fino alla guerra dei trent'anni, la città ebbe un periodo florido che la portò ad essere uno dei maggiori centri commerciali della Germania meridionale, questo successo era dovuto soprattutto all'iniziativa della casata degli Humpis che insieme ad altre famiglie di mercanti fondò la Compagnia grande di Ravensburg (anche conosciuta come Compagnia di Humpis) che operava in tutta Europa. In Italia la Compagnia mantenne uffici a Venezia, Milano e Genova. Tra i prodotti esportati il principale erano i tessuti di cotone e in particolare il fustagno, la carta e i pellami.

## Monumenti e luoghi d'interesse
Il centro storico della città era un tempo circondato da una cinta muraria smantellata parzialmente nel XIX secolo per utilizzarne i materiali per edificare la stazione. Rimangono alcune porte di accesso e numerose torri che hanno fatto guadagnare a Ravensburg il soprannome di città delle torri e delle porte (Stadt der Türme und Tore).
Risparmiato dalle distruzioni della seconda guerra mondiale il centro storico è stato risanato negli anni '80 del XX secolo, ed è attraversato da nord a sud dall'estesa Marienplatz su cui si affacciano diversi edifici storici tra cui il municipio neogotico, la Waaghaus, un tempo sede della pesa pubblica e della zecca cittadina, con la sua caratteristica torre chiamata Blaserturm che un tempo faceva parte della prima cinta muraria. 
Il centro si divide in due zone, la Oberstadt ad est della Marienplatz contraddistinta da edifici signorili e la Unterstadt caratterizzata da abitazioni più piccole in cui in passato risiedevano gli artigiani della città.

### Torri e porte
Partendo dall'estremo nordoccidentale e procedendo in senso orario si incontrano le seguenti torri e porte di accesso:
- Gemalter Turm (torre dipinta), torre angolare riccamente decorata
- Grüner Turm (torre verde), torre nordorientale della Unterstadt collegata tramite un edificio alla Frauentor, una delle porte di accesso al centro storico, il nome deriva dal rivestimento del tetto smaltato in verde
- Schellenbergerturm, popolarmente noto come Katzelieselesturm è stato parzialmente distrutto da un fulmine e successivo incendio
- Obertor, la porta di accesso a sud-est
- Mehlsack (letteralmente, sacco di farina), la caratteristica torre tonda alta 51 metri simbolo della città
- Sauturm o Spitalturm, torre dell'estremo sud-ovest della cinta muraria, un tempo stalla dell'ospedale cittadino
- Untertor, porta di accesso occidentale

Tra le torri più importanti e le porte vi sono numerosi torri minori che interrompevano i tratti più lunghi della cinta muraria.

## Cultura

### Eventi
La festa più popolare ed apprezzata della città è la "Rutenfest" che avviene nel periodo estivo (solitamente luglio) prima della fine dell'anno scolastico e la cui origine risale al 1546.

## Amministrazione

### Gemellaggi
- Montélimar, dal 1964
- Rivoli, dal 1983
- Brėst, dal 1989, gemellaggio dei cinque comuni appartenenti al GVV Mittleres Schussental
- Coswig, dal 1990
- Rhondda Cynon Taf, dal 1993
- Varaždin, dal 2002
- Mollet del Vallès, dal 2017